# William Halsey
William Frederick Halsey Jr. (Elizabeth, 30 de outubro de 1882 – Ilha Fishers, 20 de agosto de 1959) foi um oficial naval da Marinha dos Estados Unidos, comandante da 3ª Força Tarefa na Guerra do Pacífico, durante a Segunda Guerra Mundial, presente na principais batalhas e vitórias navais contra o Japão.
Graduado em 1904 na Academia Naval dos Estados Unidos, Halsey fez sua carreira antes da guerra servindo em contratorpedeiros e encouraçados, especializando-se em torpedos, o que o levou a comandar uma frota de torpedeiros e de contratorpedeiros lançadores de torpedos na – então em expansão – marinha americana das décadas de 1910 e 1920, participando na Primeira Guerra Mundial nestes comandos.
Halsey ficou conhecido como um dos mais agressivos e entusiasmados comandantes americanos na luta contra os japoneses, recebendo  o apelido de “Bull” (Touro) nos primeiros tempos da guerra, quando seu lema conhecido em toda a frota americana era "Bata forte, bata rápido, bata sempre" e foi considerado o grande responsável por manter o alto moral dos marinheiros para a  guerra. Irado com o ataque a Pearl Harbor, do qual não participou pois estando com sua esquadra longe de Pearl Harbor no momento do ataque não conseguiu chegar a tempo para enfrentar os aviões agressores - em dezembro de 1941 ele era vice-almirante e seu navio chefe-de-esquadra era o lendário porta-aviões USS Enterprise - declarava que "após esta guerra o idioma japonês só será ouvido no inferno".
Durante os primeiros meses da guerra, em que os Aliados sofriam revezes em todas as frentes, Halsey comandou sua frota em alguns ataques contra ilhas em posse dos inimigos e foi de um de seus porta-aviões, o USS Hornet, que partiram os bombardeiros B-25 que bombardearam pela primeira vez o Japão, sob o comando do coronel James Doolittle, em abril de 1942, como resposta ao ataque a Pearl Harbor, num dos mais emblemáticos episódios da Segunda Guerra Mundial.
Sofrendo de um ataque inflamatório na pele, ele foi obrigado a se hospitalizar pouco antes da Batalha de Midway, perdendo a oportunidade de participar da primeira batalha no Pacífico em que os norte-americanos derrotaram os japoneses.
De volta a seu posto, Halsey viria a comandar uma cada vez maior e mais poderosa esquadra pelo resto da guerra, participando das campanhas de Guadalcanal, nas Ilhas Salomão, Rabaul, Palau, Mar das Filipinas e da Batalha do Golfo de Leyte, onde, apesar de uma histórica falha de comunicação em seu comando, que fez com que ele saísse em perseguição a uma frota japonesa enviada para desviar sua atenção da verdadeira ameaça, ocasionando a perda de diversos navios aliados deixados em Leyte sem cobertura aérea– e que por anos foi objeto de críticas e análises militares - ele teve uma vitória esmagadora sobre seus inimigos, que deixaram de existir como grande força organizada de combate naval a partir dali.
Após a vitória Halsey sofreu um grande revés pelo qual foi criticado, não para o inimigo mas para a natureza, quando em operações no Mar das Filipinas não deu crédito aos avisos de uma grande tormenta em direção à sua frota, se recusando a desviar de rota para evitá-la, o que colocou seus navios no meio do Tufão Cobra, que afundou três contratorpedeiros e avariou dezenas de outros, causando a morte de 800 marinheiros e a perda de 146 aviões. Apesar dos reveses acontecidos em sua carreira militar vitoriosa durante a guerra, Halsey sempre foi um dos mais admirados comandantes do Pacífico, por seu temperamento entusiasmado, obstinado  e confiante contra o inimigo, que contagiava seus homens, o comando geral em Washington e a opinião pública de seu país. Ao fim da guerra, esteve presente numa posição de honra na rendição oficial Japão aos Aliados, realizada no couraçado USS Missouri, ancorado na Baía de Tóquio, em 2 de setembro de 1945.
Em dezembro de 1945, Halsey foi promovido pelo presidente Harry S. Truman a almirante de frota, uma honraria conseguida por apenas mais três almirantes na história, equivalente à patente de marechal no exército, e permaneceu no serviço ativo até março de 1947. Morreu em 1959, aos 76 anos, e foi enterrado com honras militares no Cemitério Nacional de Arlington em Washington, DC. Em sua honra, o contratorpedeiro DDG-97, comissionado em 2005, recebeu o seu nome.